# Anna Case
Anna Case (29 octobre 1888 — 7 janvier 1984) est une soprano américaine. Elle enregistra avec Thomas Alva Edison qui utilisait abondamment sa voix dans des « tests de tonalité » pour déterminer si des auditeurs pouvaient faire la différence entre la voix d'un chanteur et sa voix enregistrée. En plus de ses enregistrements pour Edison Records sur cylindre phonographique et sur Diamond Disc (en), Case enregistra pour Victor et Columbia Records et fit des enregistrements pour films sur Vitaphone.

## Biographie
Anna Case est née le 29 octobre 1888 à Clinton (New Jersey).
Elle chanta lors de la première américaine de Boris Godounov en 1913 au Metropolitan Opera.
En 1919 Case joua dans le film muet The Hidden Truth (1919). Elle apparait alors également dans des documentaires sur les enregistrements sonores.
En 1930, avant de prendre sa retraite cette année, elle enregistra Just Awearyin' for You (en) de Frank Lebby Stanton (en) et Carrie Jacobs-Bond.
En 1931, elle se maria avec le dirigeant de ITT Corporation, Clarence Mackay (en).
Avant sa mort le 7 janvier 1984 à New York, elle légua sa bague en émeraude colombienne de 167.97-carat (33.59 g) et son collier Boucheron à la Smithsonian Institution.

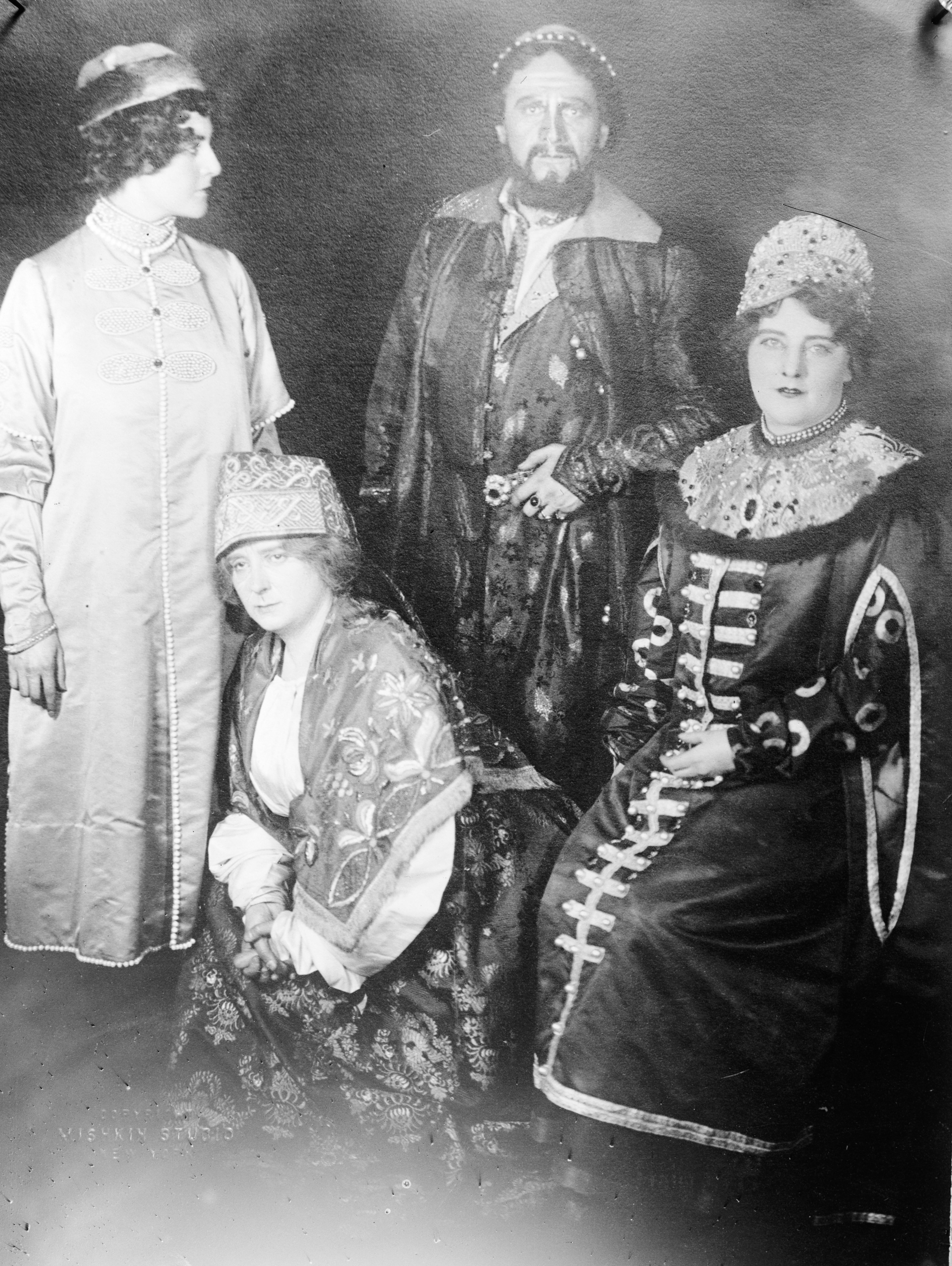
Première en 1912 au Metropolitan Opera de Boris Godounov avec Anna Case, Marie Duchène (en), Adamo Didur dans le rôle de Boris Godounov et Leonora Sparkes
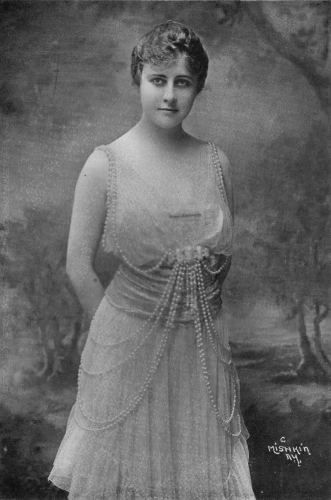

- Enregistrement en 1915 par Edison de La sonnambula. Ah! Non credia mirarti, chanté par Anna Case

## Crédits
- (en) Cet article est partiellement ou en totalité issu de l’article de Wikipédia en anglais intitulé « Anna Case » (voir la liste des auteurs).